# (19523) Paolofrisi
(19523) Paolofrisi est un astéroïde de la ceinture principale.

## Description
(19523) Paolofrisi est un astéroïde de la ceinture principale. Il fut découvert le 18 décembre 1998 à Bologne par l'Observatoire San Vittore. Il présente une orbite caractérisée par un demi-grand axe de 2,76 UA, une excentricité de 0,13 et une inclinaison de 9,0° par rapport à l'écliptique.

## Compléments